# Stanisław Łochocki
Stanisław Łochocki z Łochocina herbu Junosza (zm. 1737) – kasztelan dobrzyński w latach 1724-1737, chorąży dobrzyński w latach 1716-1724, stolnik dobrzyński w latach 1713-1716, starosta osiecki.
Był członkiem konfederacji generalnej zawiązanej 27 kwietnia 1733 roku na sejmie konwokacyjnym.